# Бечка кухиња
Бечка кухиња је кухиња која је карактеристична за Беч, Аустрију и већину њених становника. Бечка кухиња се често третира као еквивалент аустријској кухињи, али док су се елементи бечке кухиње проширили широм Аустрије, други аустријски региони имају своје јединствене варијације.
Бечка кухиња је најпознатија по бечким шницлама и пецивима, али укључује и широк спектар других јединствених јела.
Беч је главни град Аустрије више од хиљаду година. Постао је културни центар нације и развио сопствену регионалну кухињу; као таква, бечка кухиња има изразит начин кувања. Разноликост састојака који се продају би могла да наведе на помисао о широкој разноврсној култури кувања. У ствари, јела која у великој мери зависе од меса чине типичну бечку кухињу: бечка шницла, тафелшпиц (кувана говедина), беушел (садржи телећа плућа и срце) и димљено месо са киселим краутом. Кнедле су типичне за његово кување. Нека слатка бечка јела укључују штрудлу пуњена јабукама, штрудлу са млечном кремом, исецкане палачинке сервиране са воћним компотима и Захер торту. Ови и многи други десерти биће у понуди у једном од бројних бечких Кондитореја, где се обично једу уз кафу поподне. Липтауер као намаз, или повидл такође као намаз или подлога за кнедле су такође прилично популарни.

## Историја
Бечка традиција кувања развила се из много различитих извора: „Бечка кухиња је све о — еклектичној мешавини кухиња из Европе и шире, свих региона и земаља које су некада биле део монархије.“
Италијански утицај је био јак отприлике од раног 17. века. У 18. веку, француска кухиња је постала утицајна у Бечу, заједно са француским бонтоном и дипломатским језиком. Термин се први пут појавио у куварима на немачком језику крајем 18. века и погрешно је третиран као еквивалент аустријској кухињи.
Такође се сматра да је кроасан настао у Бечу након пораза Турака у опсади Беча.
У другој половини 19. века кувари су почели да обухватају бохемске, мађарске, италијанске, јеврејске, пољске и балканске карактеристике у бечкој кухињи. Бечка кухиња одражавала је храну која је донета из разних делова Аустроугарске империје: „Бечки јеловници обично обухватају исту групу јела, понекад аустријског порекла, али често наслеђених од различитих националности царства: мађарски гулаш ... јужнословенски ћевапчићи..., да споменемо само неке."

## Модерна бечка кухиња
У савременом Бечу, многи кувари су почели да комбинују традиционална бечка јела са принципима нове кухиње како би створили оно што је познато као "нова бечка кухиња". Ово укључује вегетаријанску храну.

## Галерија
- Месо за јутарњи оброк
- Бечка крем штрудла
- Пециво са џемом
- Фритата супа
- Сахер торта
- Палачинка
- Царски омлет
- Бечки гулаш
- Бечка говеђа супа